# Судский, Фёдор Юрьевич
Фёдор Юрьевич Судский — князь, воевода и наместник на службе у московских князей Ивана III и Василия III.
Рюрикович в XIX колене, небольшой ветви удельных князей Судских, отрасли князей Прозоровских из рода князей Ярославских. Сын Юрия Ивановича Судского.

## Служба у Ивана III
Впервые упоминается сыном боярским. В 1492 году второй воевода Передового полка в Смоленском походе и участвующих в сражениях с литовцами. В 1495 году был среди лиц, сопровождавших великую княжну Елену Ивановну в Литву в связи с её замужеством за Александром Ягеллоном. В 1496 году второй воевода войск правой руки в походе к Выборгу. В 1502 году как второй воевода полка левой руки водил воевать в «немецкие земли», а в ноябре водил тот же полк в Литву. В 1502—1505 был наместником в Дорогобуже.

## Служба у Василия III
В мае 1508 ходил вторым воеводой против тогда литовского воеводы Михаила Глинского к Смоленску в передовом полку. В 1509—1510 году участвовал в походе Василия III на Псков.
Имел двоих сыновей оба по имени Иван: Иван Хромой и Иван Меньшой.

## Критика
В родословной книге М.Г. Спиридова показано, что князь Фёдор Юрьевич погиб в бою под Суздалем, но в каком году не показано. В родословной книге из собрания М.А. Оболенского, а также в синодике московского Успенского собора имеется упоминание, что князь Фёдор Юрьевич Судский, вместе с отцом Юрием Ивановичем, погибли в 1445 году в битве под Суздалем с войсками хана Мамутека и их имена записаны в синодик Успенского собора на вечное поминовение.